# Solutigyra reticulata
Solutigyra reticulata is een slakkensoort uit de familie van de Neomphalidae. De wetenschappelijke naam van de soort is voor het eerst geldig gepubliceerd in 1989 door Warén & Bouchet.